# Приеполе (община)
Община Приеполе (на сръбски: Општина Пријепоље) се намира в областта Санджак, в югозападната част на Сърбия, Златиборски окръг. Заема площ от 827 км2. Административен център е град Приеполе.

## География
Общината е разположена в историко-географската област Стари Влах.

## Население
Населението на общината през 2002 година е 41 188 души.
Етнически състав
- сърби- 23 402 (56,82%) жители
- бошняци- 13 109 (31,83%) жители
- мюсюлмани- 3812 (9,26%) жители
- черногорци-271 (0,66%) жители
- други-594 (1,44%) жители

## Населени места
| - Алиновичи - Баре - Бискупиче - Белахова - Белобабе - Бойра - Бориковац - Брайковац - Бранчиче - Бървине - Буковик - Голема Жупа - Виницка - Водице - Враняк - Гвозд - Гояковичи - Горна Дренова - Горна Косатица - Горно Горачиче | - Горно Юнчевиче - Горно Страняни - Гостун - Грачаница - Дечево - Джурово - Дивляци - Дивци - Долна Дренова - Долна Косатица - Долно Юнчевиче - Долно Осое - Долно Страняни - Дубравчиче - Душманичи - Забърдни Тоци - Завиноградже - Залуг - Заступ - Звезд | - Иване - Ивезичи - Избичан - Камена гора - Караула - Карошевине - Касице - Качево - Ковачевац - Коловрат - Комадине - Копривна - Кошевине - Крушево - Кучин - Луке - Лучице - Матаруге - Меджани - Мияне | - Милаковичи - Милошев дол - Милешево - Миляновица - Милевичи - Миоска - Мърчковина - Мушковина - Орашац - Оровац - Осое - Ощра стиена - Поток - Правошево - Приеворо - Приеполе - Раишнева - Расно - Ратайска - Рогоевац | - Свойчево - Седобро - Селяне - Селяшница - Скокуче - Слатина - Сопотница - Сриетежи - Суводо - Ташево - Точилово - Хисарджик - Хърта - Църквени Тоци - Чадине - Чаушевичи - Ябука |